# Place de la Vaillance
La place de la Vaillance (en néerlandais : Dapperheidsplein) est la place principale située dans le centre historique de la commune bruxelloise d'Anderlecht. 

## Situation et accès
| ___ | Ce site est desservi par la station de métro : Saint-Guidon. |

## Origine du nom
La place de la Vaillance était à l'origine connue sous le nom de place de la Plaine. 

## Historique
Dans les années 1910, la place de la Vaillance est considérablement agrandie. Dès 1912, des maisons de style historiciste munies de pignons baroques et néo-renaissance flamande sont érigées. Ensuite, une deuxième vague de construction (de 1923 à 1928) suit un réaménagement de la place.
Le monument dédié aux héros de la Première Guerre mondiale par Victor Voets, qui occupe le côté sud de la place, est classé monument historique depuis 2013.

## Bâtiments remarquables et lieux de mémoire
La place de la Vaillance est bordée au nord de la Collégiale Saints-Pierre-et-Guidon, du nom d'un laboureur vénéré (Saint Guidon), patron des paysans et protecteur des chevaux, mort en 1012. Cette église, mentionnée pour la première fois en 1075, a été construite en style gothique flamboyant entre 1350 et 1470. La tour carrée fut achevée en 1898 par une flèche octogonale. Cet édifice possède une crypte romane.

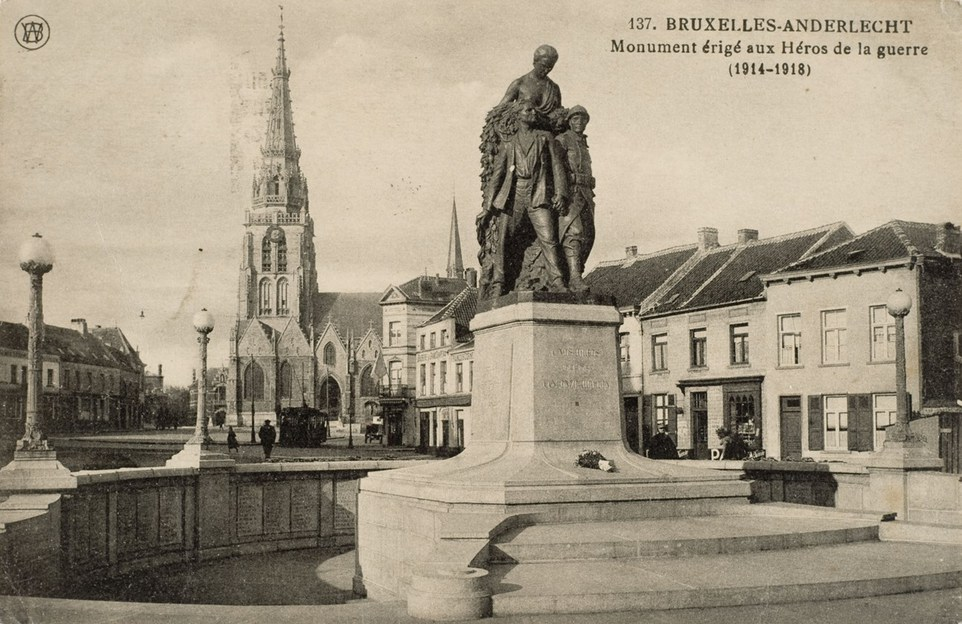
Carte postale - Monument A nos Héros 1914-1918, Place de la Vaillance, Anderlecht, Belgique

À proximité de l'église se trouve le Petit Béguinage, prévu pour huit béguines à robe bleue. Cette bâtisse remonte au XIIIe siècle et a été restaurée en 1634 et 1978.
Non loin de là, rue du Chapitre, se dresse la Maison d'Érasme, une belle maison de style Renaissance où Érasme séjourna en 1521. Ce lieu abrite aujourd'hui un musée consacré à l'humaniste et au courant humaniste. La maison est agrémentée d'un jardin qui comprend un espace pour herbes potagères et médicinales. Pas très loin, la rue Porselein où a vécu Maurice Carême témoigne du passé rural du centre de la commune d'Anderlecht.
Il y avait un cinéma le Vaillance appelé au début de sa carrière le cinéma de la Vaillance, ouvert en 1931 et fermé en 1968, qui est actuellement l'académie de musique en langue néerlandaise. À l'angle de la place et de la rue du Chapitre se trouve une maison du XVIIe siècle qui a longtemps servi d'auberge et abrite aujourd'hui le centre culturel néerlandophone De Rinck.